# Ulrike Schreiber
Ulrike Schreiber (* 18. Dezember 1954 in Wolfratshausen) ist ein ehemaliges Mitglied der Bremischen Bürgerschaft (CDU).   

## Biografie
Schreiber war als Kauffrau in Bremen tätig. 
Sie war von 1980 bis 2002 Mitglied in der CDU und hatte verschiedene Funktionen inne, u. a. im Bundesvorstand der CDU-Frauenunion. Sie war für die CDU von 1991 bis 1999 in der 13. und 14. Wahlperiode acht Jahre lang Mitglied der Bremischen Bürgerschaft und in der Bürgerschaft in verschiedenen Deputationen und Ausschüssen tätig. Aus der CDU trat sie  wegen der mangelnden Ausländer- und Integrationspolitik und der „Unterschriftenaktion gegen die doppelte Staatsbürgerschaft“ und „der geschmacklose(n) ‚Kinder statt Inder‘-Kampagne“ aus.
In Bremen ist sie Vorsitzende der Deutsch-türkischen Gesellschaft. Für den Deutschen Tierschutzbund wirkt sie u. a. in Dalyan, Türkei.